# Marshall & Ilsley
Marshall & Ilsley (bekannt auch unter M&I Bank) war ein US-amerikanisches Kreditinstitut mit Firmensitz in Milwaukee, Wisconsin.
Das Unternehmen wurde 1847 unter dem Firmennamen Samuel Marshall & Co gegründet. Das Kreditinstitut war im Aktienindex S&P 500 gelistet. 2007 wurde die United Heritage Bankshares aus Florida gekauft. Im Januar 2008 wurde die First Indiana aus Indiana erworben.

## Übernahme durch die Bank of Montreal
Am 17. Dezember 2010 gab die Bank of Montreal bekannt, dass man Marshall & Ilsley für 4,1 Mrd. US-Dollar mittels eines Aktientausches übernehmen wird. Die Übernahme wurde am 5. Juli 2011 abgeschlossen.